# Raninagar
Raninagar (en bengali : রাণীনগর) est une upazila du Bangladesh dans le district de Naogaon. En 1991, elle dénombrait 158 244 habitants.